# Іриси (ван Гог)
«Іриси» — картина нідерландського художника Вінсента ван Гога, написана у 1889 році в той час, коли він жив у лікарні Святого Павла Мавзолійского поблизу Сен-Ремі-де-Прованс, за рік до своєї смерті.

## Опис твору
На картині відсутня висока напруженість, яка проявляється в його наступних роботах. Сам ван Гог назвав картину «Громовідвід для моєї хвороби», тому що відчував, що може стримувати свою недугу, продовжуючи писати. На картину простежується вплив японських гравюр Укійо-е, як і в інших роботах Ван Гога і частини його сучасників. Ця схожість виявляється у виділенні контурів об'єктів, незвичайних ракурсах, наявності детально промальованих областей і областей, залитих суцільним кольором, що не відповідає реальності.

## Провенанс
Першим власником картини був французький мистецтвознавець і анархіст Октав Мірбо, який заплатив за полотно 300 франків. У 1987 «Іриси» стали найдорожчою картиною, встановивши рекорд, який протримався протягом двох з половиною років; в той час картина була продана за  53,9 млн доларів Алану Бонду, але у нього не було достатньо грошей, щоб завершити угоду. «Іриси» були перепродані в 1990 музею Гетті в Лос-Анджелесі.